# Дніпропетровська обласна бібліотека для дітей
КЗК «Дніпропетровська обласна бібліотека для дітей» — головна бібліотека області з питань обслуговування дітей, центр читання, спілкування, інформаційного забезпечення та творчого розвитку дітей Дніпропетровщини.
Бібліотека має широкий спектр партнерських відносин з державними установами, громадськими організаціями, письменницькою спільнотою, засобами масової інформації.

### Коротка історія бібліотеки
До революції в Катеринославі функціонувала бібліотека сімейно-педагогічного гуртка. Обслуговувала читачів молодшого та старшого шкільного віку. Користування бібліотекою було платне: 1 книга — 0,25 коп. на місяць; 2 крб. 50 коп. на рік. Діти робітників користувалися бібліотекою безкоштовно. В 1896 р. на бібліотеку, яка відкривалася, виділялося 250 крб. На придбання книг — 30-40 крб.
В 1922 році при Центральній міській бібліотеці ім. Жовтневої революції відкрилось дитяче відділення. Читачів-дітей обслуговувало два фахівці. В 1925 році дитяче відділення було реорганізовано в Центральну міську бібліотеку для дітей та юнацтва.
Обласна бібліотека для дітей отримала статус обласної в 1935 році (13.04.) рішенням бюро Дніпропетровського обкому КП(б)У. З 2007 року бібліотека називається Комунальним закладом культури. Бібліотека знаходиться в підпорядкуванні департаменту культури, туризму, національностей та релігій Дніпропетровської обласної державної адміністрації.

### Інформація про приміщення бібліотеки
Наших відвідувачів завжди цікавить історія будинку, в якому знаходиться бібліотека. За історичною довідкою, підготовленою Валентином Старостіним (істориком), до «Зони охорони пам'ятника архітектури» (документ зберігається в бібліотеці) територія кутової садиби, розташованої на перехресті вулиць Ворошилова і Рогальова, включала в себе ділянки теперішніх володінь по вул. Ворошилова, 9 та Рогальова, 1. Розподіл ділянок пройшов в кінці ХІХ — на початку ХХ ст.
Будинок побудований в кінці 1890-х — поч. 1900-х рр. і з самого початку мав адресу Крутогорна, 1. Архітектура будівлі дозволяє охарактеризувати її як багатий міський особняк. Перші господарі будівлі невідомі. В 1910 р. його господинею була дворянка Анастасія Харченко. В 1911—1912 рр. будинок був переданий, як придане її дочці Надії Гаврилівні, яка вийшла заміж за дворянина Івана Галича. В 1912-13 рр. будинок ремонтується та виділяється із ділянки Крутогорна, 1 на адресу Потьомкінська, 9. В громадянську війну будинок не постраждав. В 1920-х на початку 1930-х рр. використовувався під житло. З середини 1930-х рр. дитячий садок № 74.
До війни бібліотека була розташована за адресою: вул. Дзержинського, 2 (нині приміщення Академії митної служби). Після повернення з евакуації (жовтень 1943 р.) бібліотека розмістилася в уцілілому після війни приміщенні за адресою: вул. Ворошилова, 9 (на той час вул. 40-річчя Жовтня). В двоповерховій будівлі розміщувалися дві бібліотеки: для дорослих та дітей. В роки війни в цьому приміщенні було німецьке казино. Збереглися деякі меблі, а головне, що залишилося вугілля, яке в той час було надзвичайною рідкістю. Цього вугілля вистачило на три післявоєнні роки, щоб опалювати приміщення. До 1958 року в приміщенні розміщалося дві бібліотеки — для дорослих та дітей. В 1958 році бібліотека для дорослих отримала приміщення по вул. Ю.Савченка, а приміщення було передане на баланс обласної бібліотеки для дітей. Було проведено ремонт приміщення, засклено відкриті веранди, облаштовано автономну котельню, проведено перепланування приміщення. В 1996 році обласна Рада виділила приміщення в категорію пам'ятників архітектури, присвоєно охоронний № 56, поставлено на державний облік як пам'ятник історії № 6403. Охоронне свідоцтво видане у жовтні 1997 року.